# بسبينا
بسبينا، هي قرية لبنانية من قرى قضاء البترون في محافظة الشمال.
- المسافة من بيروت: 63 كلم
- الارتفاع عن سطح البحر: 370 م
- القرى المحاذية: اجدبرا، عبرين، كفيفان، بيداريل، جران، اده